# Stefan Elvenes
Stefan "Stass" Elvenes, född 30 mars 1970 i Lund, är en svensk ishockeyspelare. Han blev listad av Chicago Blackhawks i fjärderundan (71:a spelare totalt) 1988.
Tillsammans med sina bröder Roger Elvenes och Tord Elvenes bildade de en brödrakedja i Rögle BK. 
Bästa interna målgöraren i Rögle med 327 mål och näst bäst i assistligan med 220 st. 13 säsonger, 503 matcher och 504 poäng i Rögledressen.  Skyttekung i Rögle 7 gånger. 
Stefans tröjnummer 25 är upphissad i taket i Lindab Arena och får inte användas av någon annan spelare i Rögle.
Han är pappa till Ludvig och Lucas Elvenes.
- TV-pucken (Utnämnd till bästa forward) 1985
- SM-guld för pojkar 85/86
- U18 Junior-EM Guldmedalj 86/87
- U20 Junior-VM Silvermedalj 88/89
- 19 A Landskamper
- 17 B Landskamper
- Dansk mästare 01/02